# Plaza mayor
Plaza mayor est le nom donné en Espagne et dans le monde hispanophone, à la place principale d'une ville.

Bien que certaines grandes villes aient une Plaza Mayor et une Plaza de Armas, dans la majorité des cas, les deux noms sont attribués au même lieu.

## Principaux exemples
- La Plaza Mayor de Lima
- La Plaza Mayor de Salamanque.
- La Plaza Mayor de Madrid.
- La Plaza Mayor de Valderas, León.
- La Plaza Mayor de Cáceres.
- La Plaza Mayor de Chinchón.
- La Plaza de la Corredera à Cordoue, unique plaza mayor quadrangulaire d'Andalousie.
- La Place de Mai à Buenos Aires.
- Le Zócalo, ou Plaza de la Constitución de Mexico.
- La Plaza Mayor de Séville, située au premier étage de la structure de Metropol Parasol, enclavée dans la place de la Encarnación.

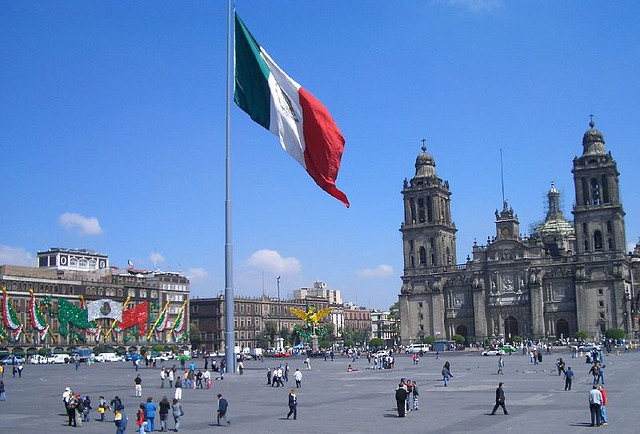
Zócalo, ou Plaza de la Constitución, Mexico
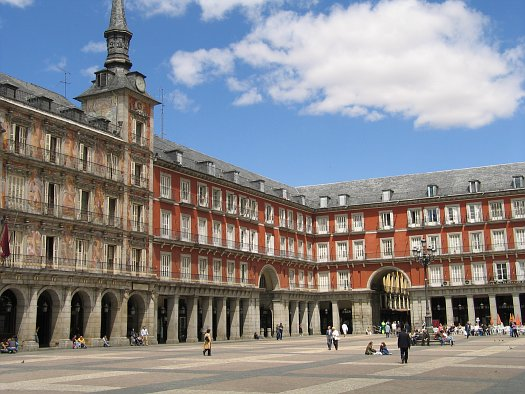
Plaza Mayor de Madrid
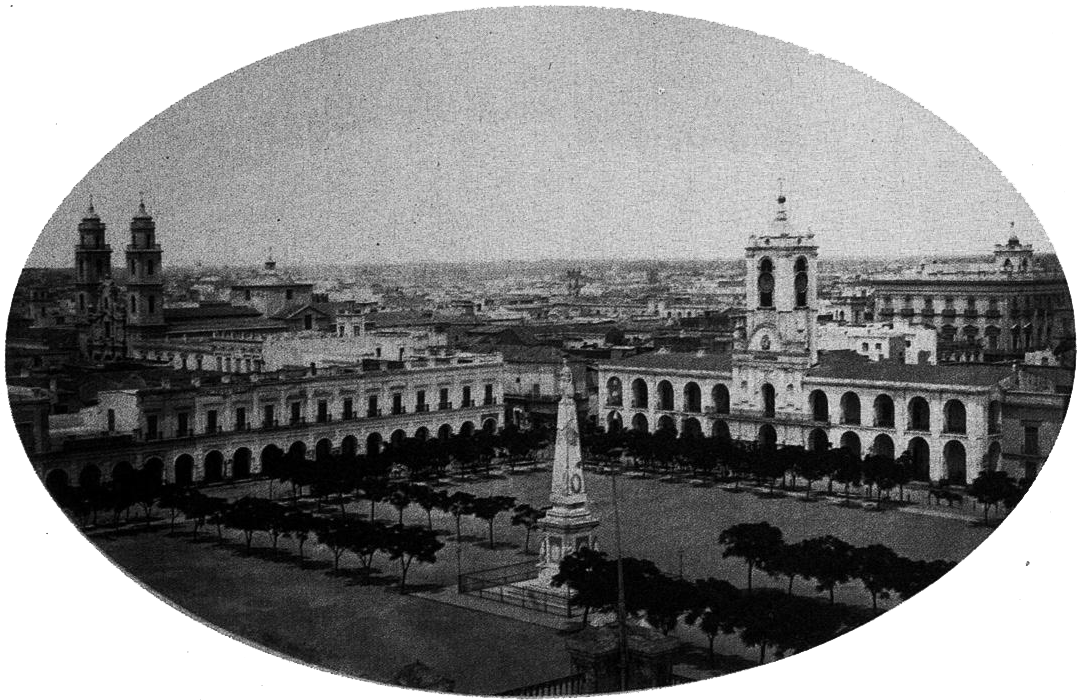
Place de Mai, Buenos Aires, 1867
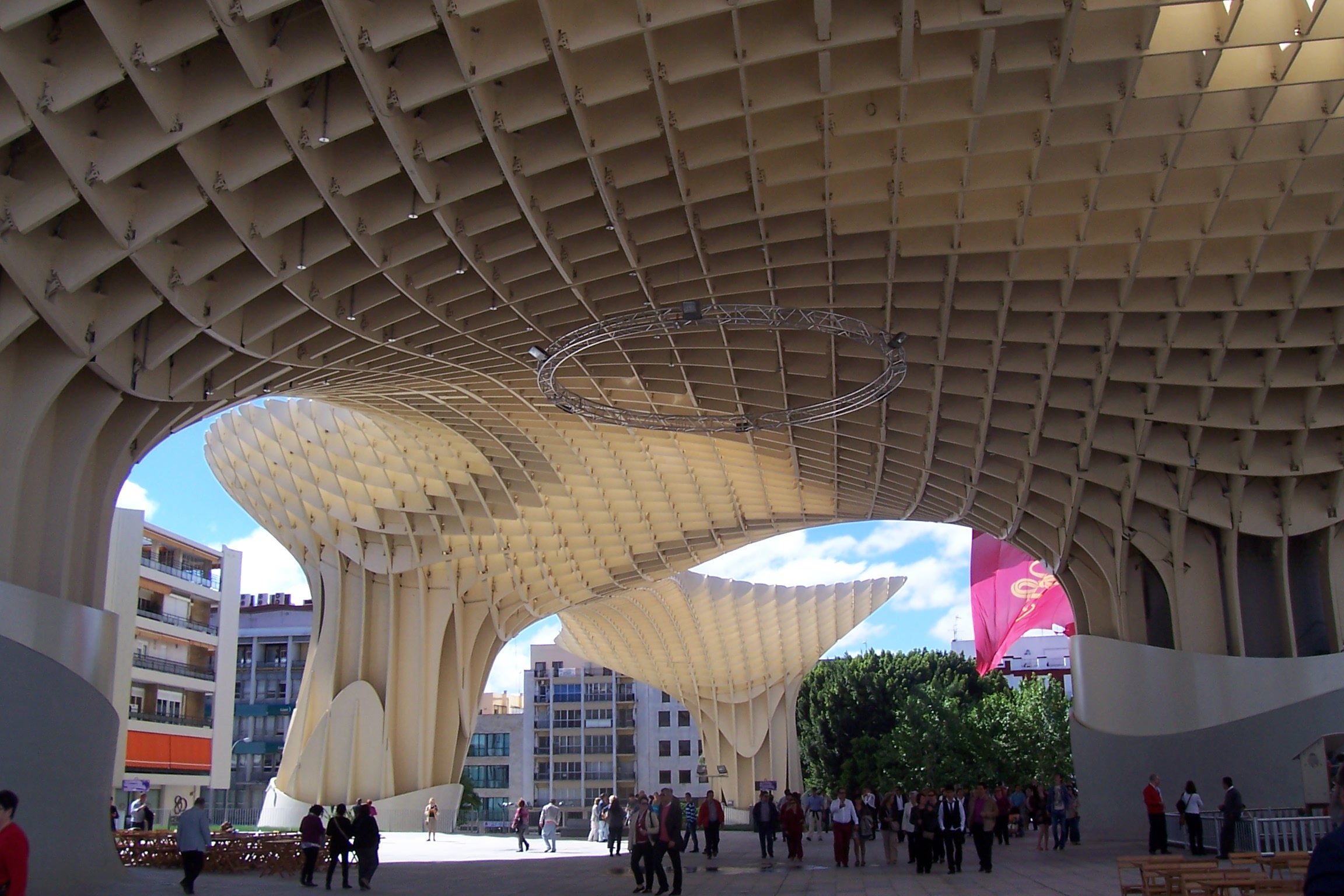
La Plaza Mayor de Séville, sous la structure de Metropol Parasol
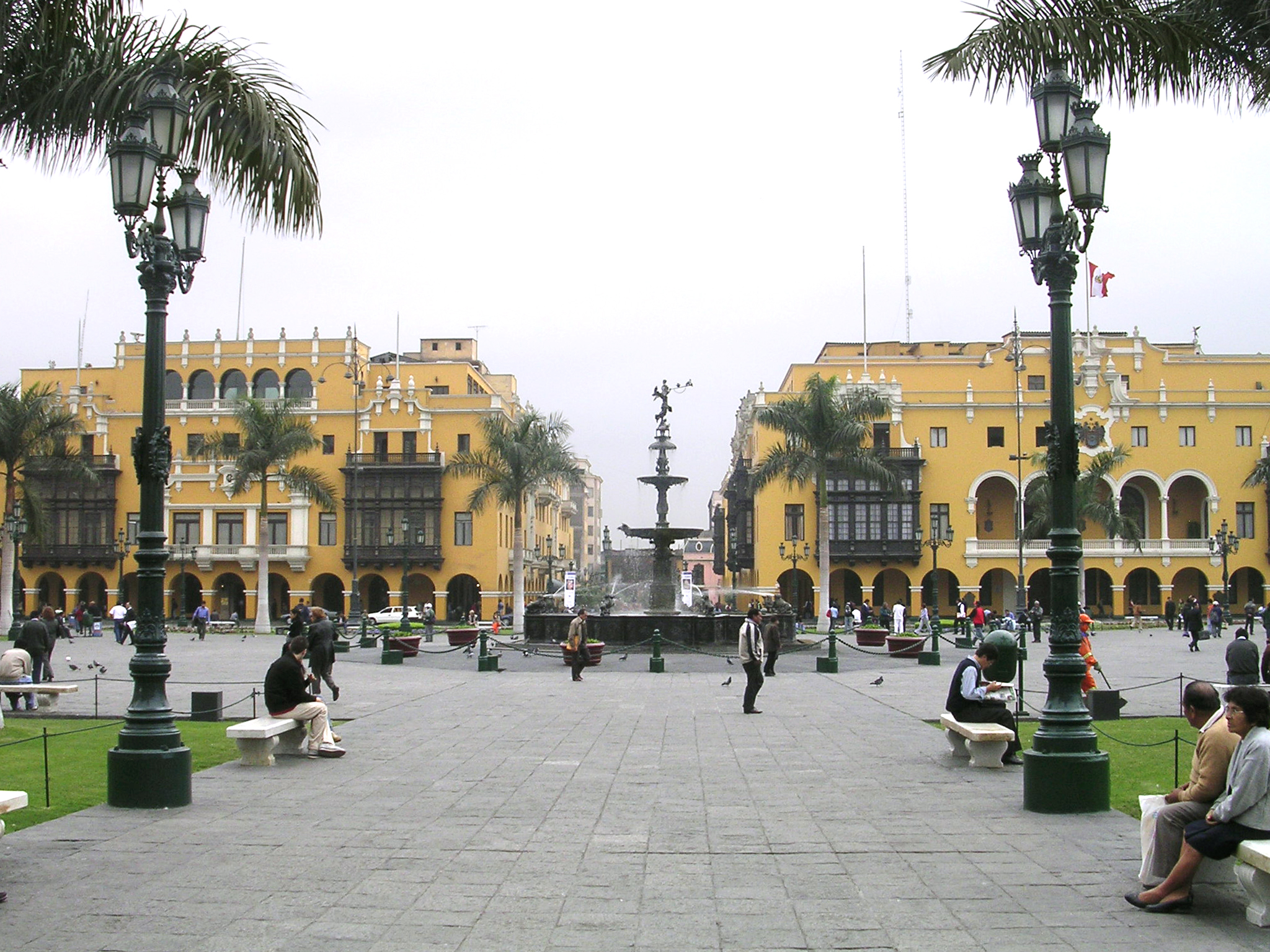
Plaza de Armas ou Plaza Mayor de Lima
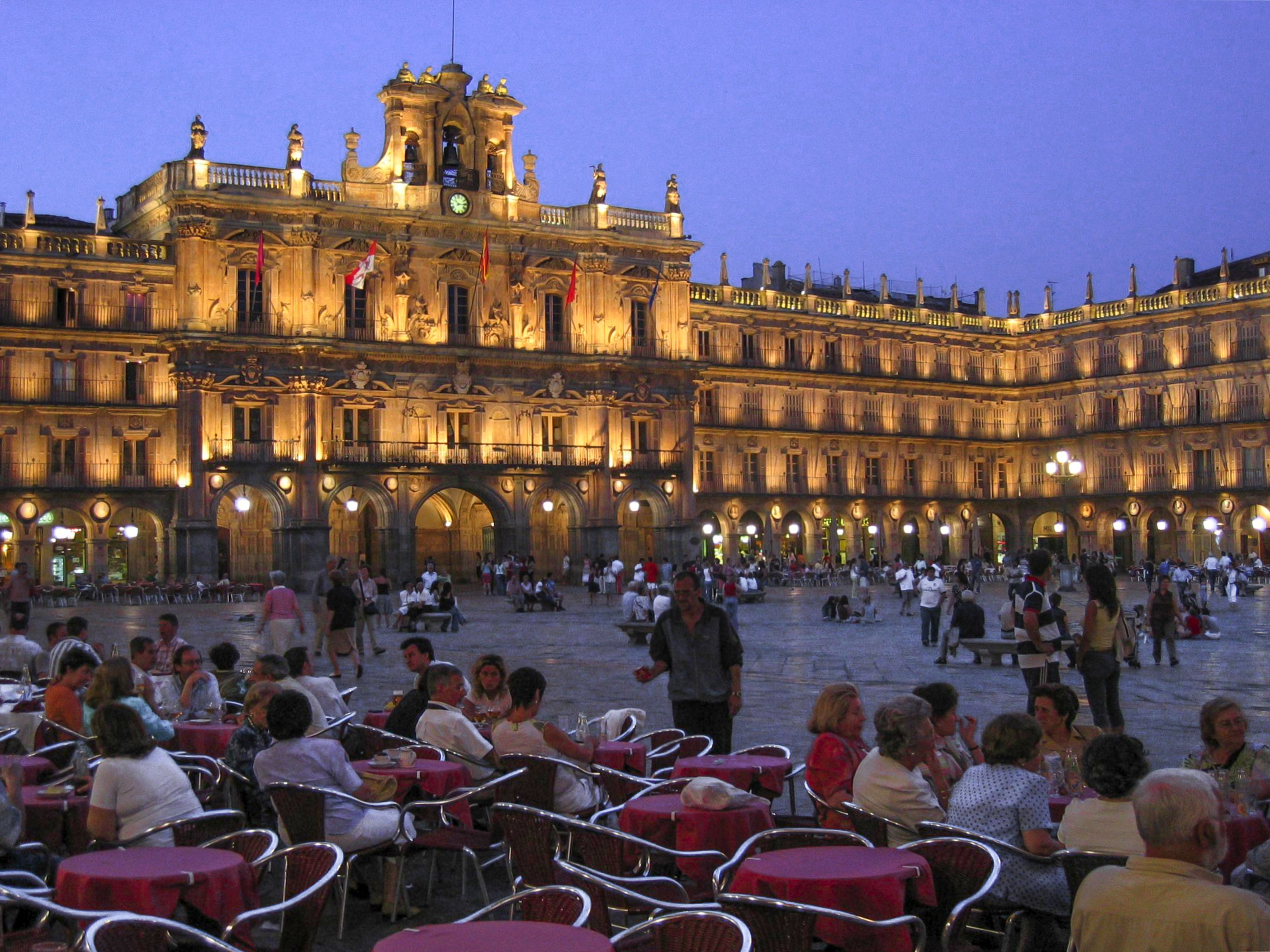
Plaza Mayor de Salamanque
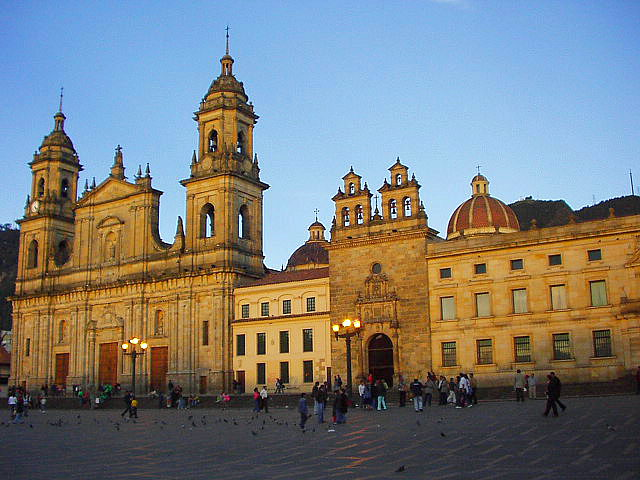
Cathédrale de Bogota, sur la Plaza de Bolívar
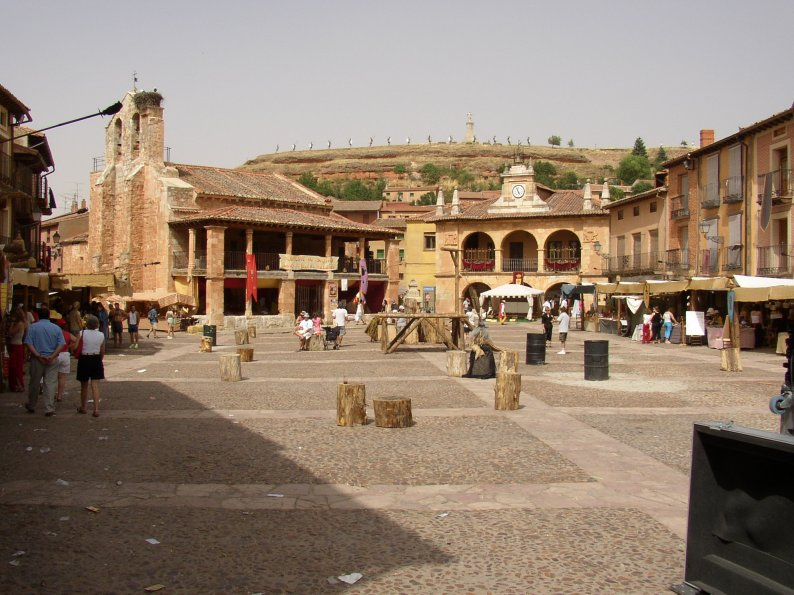
Plaza Mayor d'Ayllón
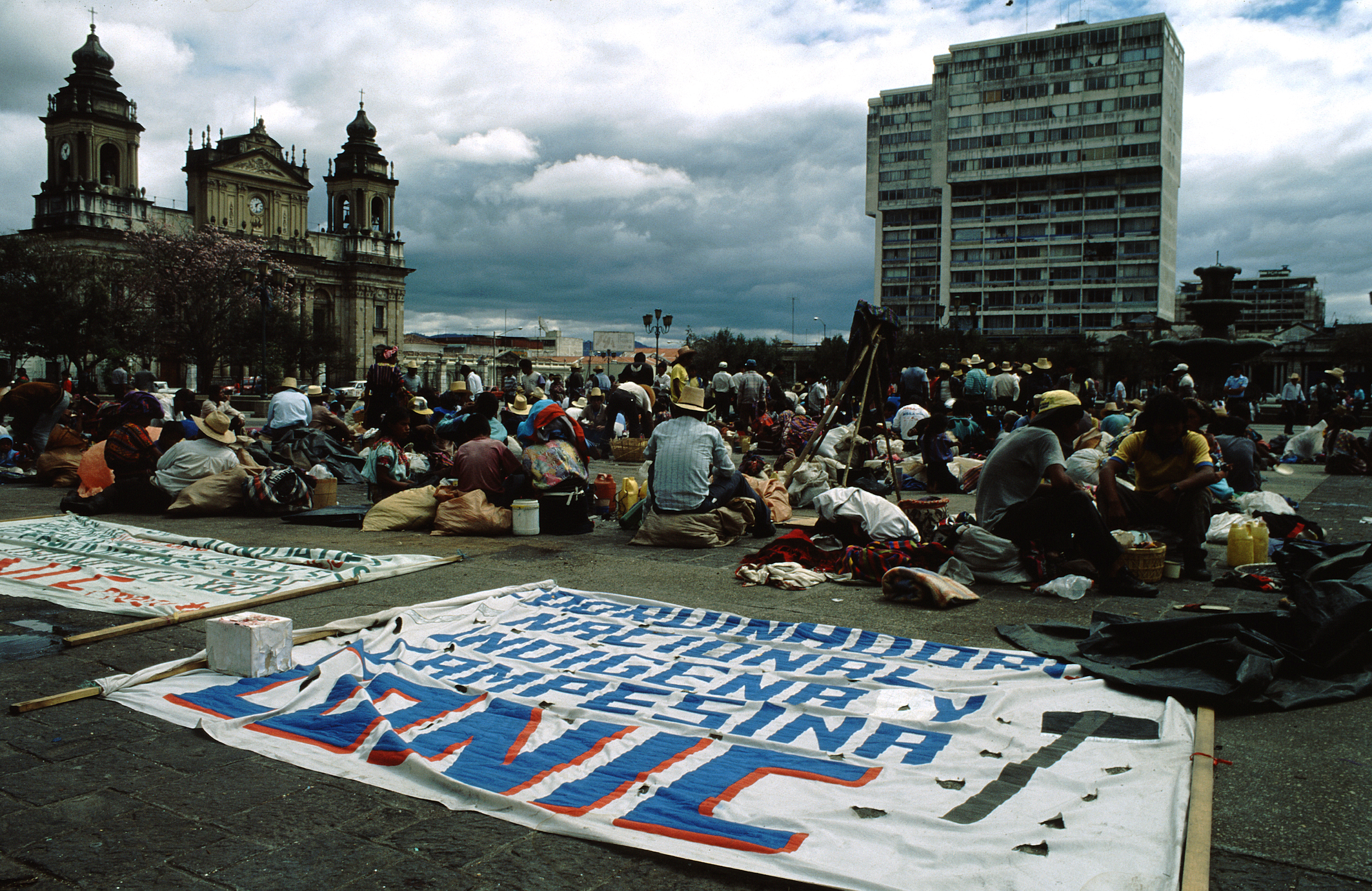
Plaza Mayor de Guatemala
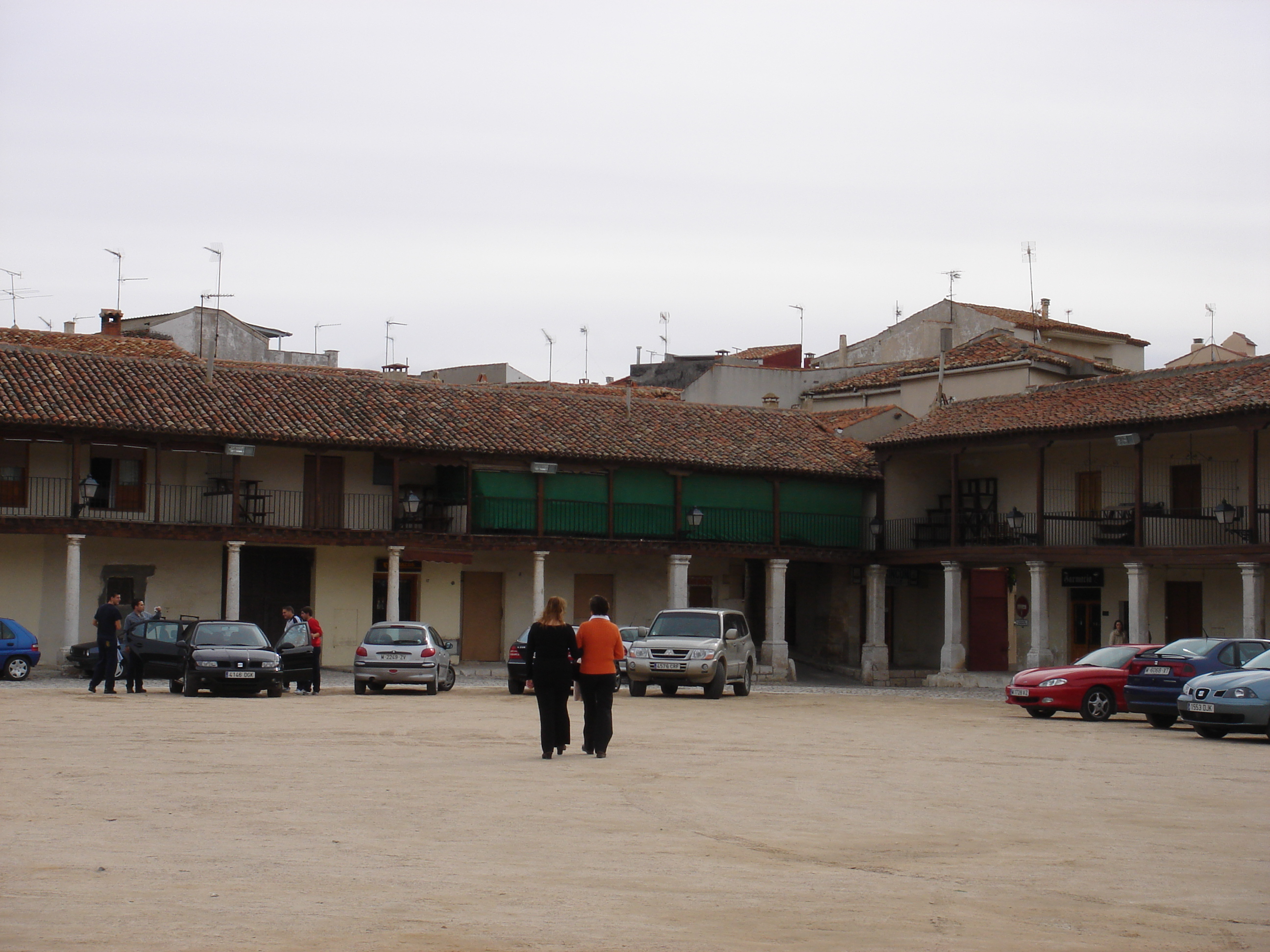
Plaza Mayor de Colmenar de Oreja
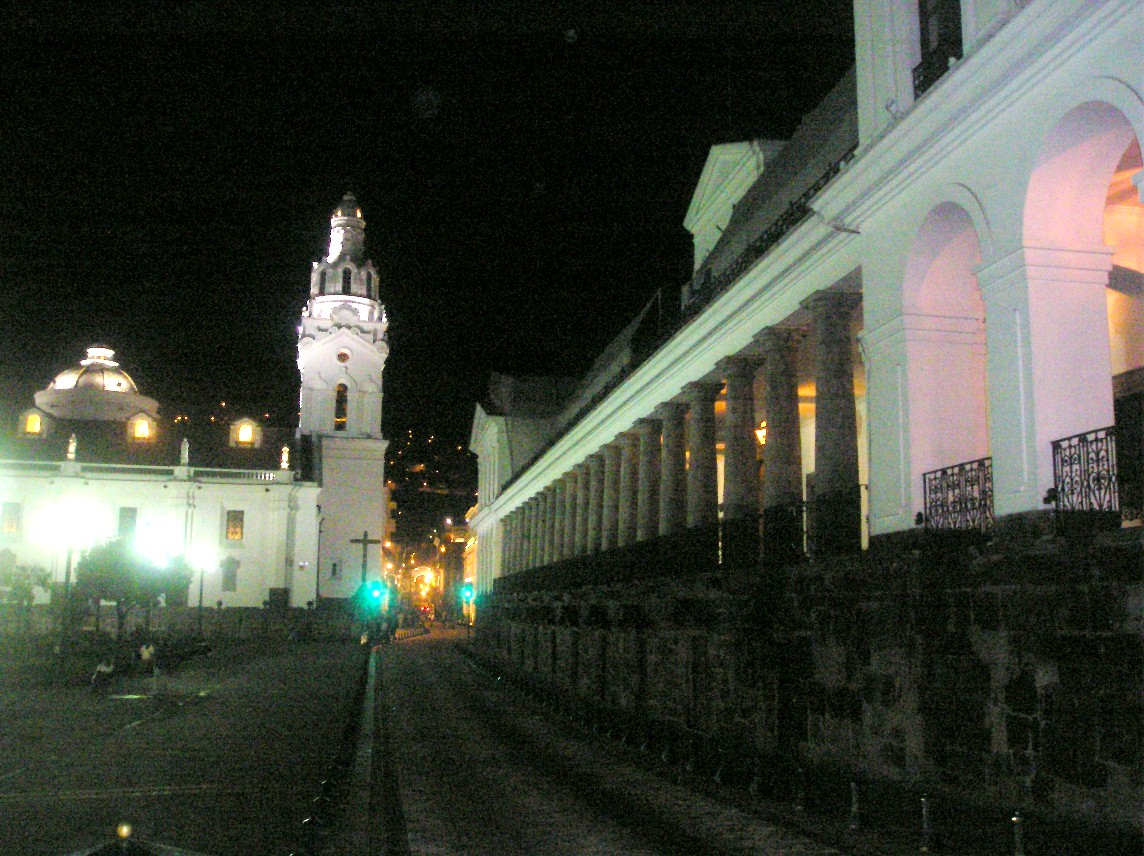
Place de l'Indépendance de Quito